# Тулльгарн
Дворец Тулльгарн (швед. Tullgarns slott) — королевский летний дворец в провинции Сёдерманланд, к югу от Стокгольма, столицы Швеции. Возведённый в 1720-х годах дворец сочетает в себе стили рококо, густавианской и викторианской архитектур. 
Дворец Тулльгарн главным образом связан с именем короля Густава V и королевы Виктории Баденской, которые провели здесь не одно лето в конце XIX—начале XX века. Однако первоначально он был построен для герцога Фредрика Адольфа в 1770-х годах. Поскольку Тулгарн был популярным летним дворцом у шведской королевской семьи, во дворце представлены прекрасные образцы интерьеров разных эпох и личных стилей, таких как небольшая гостиная, оформленная в 1790-х годах, зал для завтрака в стиле южногерманского ренессанса 1890-х годов и сигарная комната Густава V, которая осталась почти нетронутой после его смерти в 1950 году.

## История

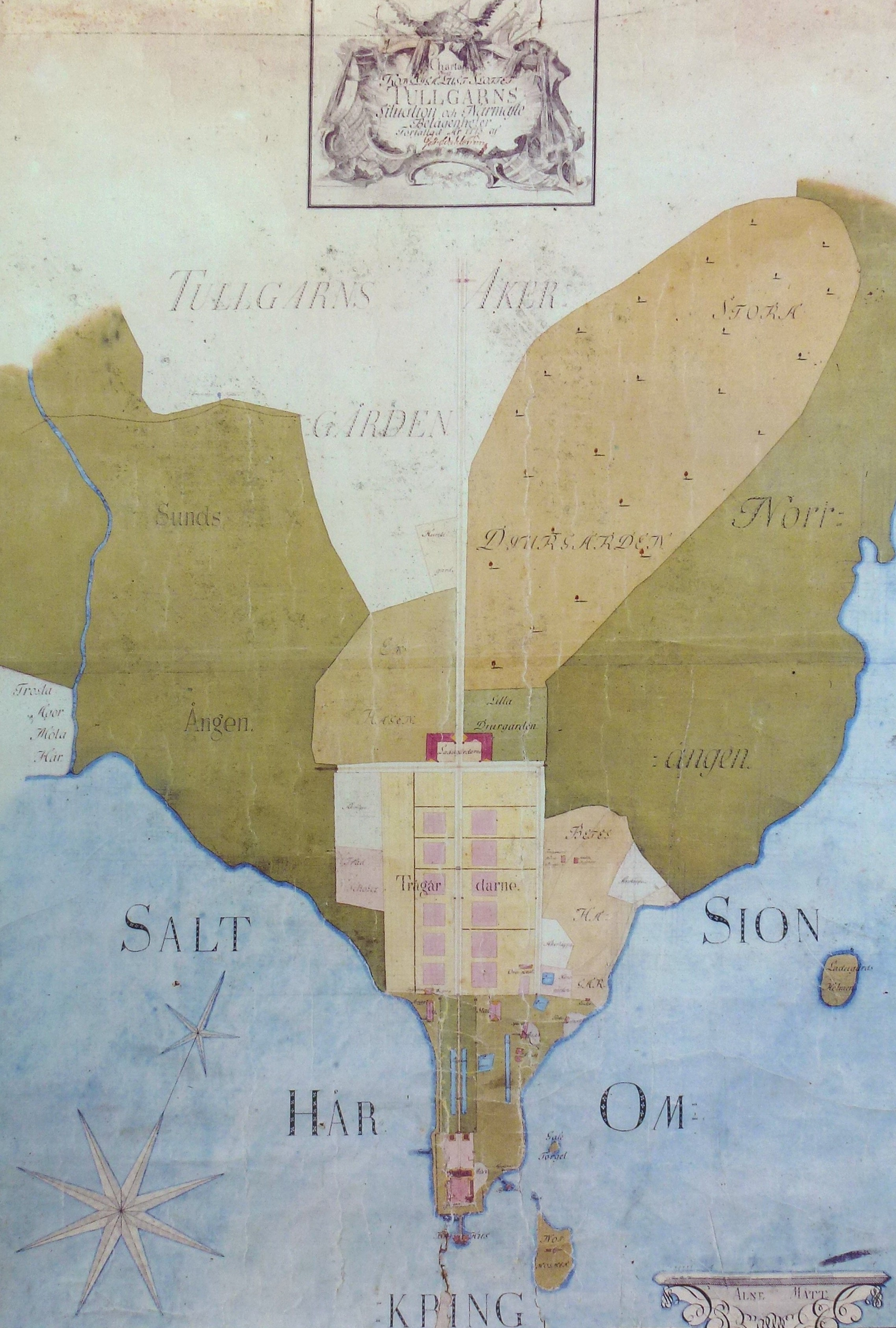
Карта дворца и его окрестностей, 1773 год.

В 1719 году старый ренессансный замок конца XVI века был снесён. Новоиспечённый тайный советник Швеции Магнус Юлиус Делагарди, обладавший большим состоянием благодаря женитьбе на Хедвиг Катарине Лилли, поручил архитектору Жозефу Габриэлю Дестейну спроектировать нынешний дворец, который был построен в 1720—1727 годах. Двор, открытый со стороны моря, принял свой нынешний вид в 1820-х годах. Он создан по образцу сада Логорден в Королевском дворце в Стокгольме.
В 1772 году Тулльгарн был приобретён королевской семьёй и стал её резиденцией. Он был предоставлен в распоряжение герцогу Фредрику Адольфу, младшему брату короля Густава III. С 1778 по 1793 год Фредрик Адольф жил там со своей возлюбленной Софи Хагман, и многие эпизоды этого периода сохранились в Tullgarnsmminnena, мемуарах Тулльгарна. Фредрик Адольф модернизировал дворец в неоклассическом стиле, добавив еще один этаж к крыльям и плоскую крышу в итальянском стиле. Интерьеры Адольфа Фредрика являются одними из лучших образцов густавианского стиля в Швеции. Среди художников и дизайнеров, участвовавших в их создании, выделяются Луи Марелье, Жан-Батист Марелье, Пер Люнг и Эрнст Филипп Томан. Многие интерьеры, созданные в то время, сохранились до нынешнего времени в своём первоначальном виде.
После смерти Фредрика Адольфа Тулльгарн был пожалован его сестре, принцессе Софии Альбертине, которая постоянно проводила там лето до своей смерти в 1829 году. В следующем году он был пожалован наследнику престола, будущему королю Оскару I, и служил летней резиденцией шведского королевского двора во время его правления. 
Наследный принц Густав вместе с супругой Викторией получил Тулльгарн в пользование в 1881 году и провёл там масштабные изменения. Главное здание было оформлено скорее как современный функциональный летний дом, чем королевский дворец для удовольствий. Большая часть нынешнего интерьера датируется временем короля Густава V и королевы Виктории, включая вестибюль, стены которого покрыты голландской плиткой ручной росписи. Зал для завтрака обставлен как южногерманская пивная, возможно из-за баденского происхождения Виктории. Королевская чета использовала дворец как летнюю резиденцию. В 1909 году замок посетил российский император Николай II с семьёй. Они оставили запись в книге посетителей (находится в экспозиции), а также подарили Густаву III картину на морскую тему работы И.П. Федорова-Керченского, которая также находится в экспозиции замка. В 1924 году эфиопский наследный принц рас Тэфэри (позже император Хайле Селассие) останавливался в Тулльгарне во время своего европейского путешествия.